# Повість без назви
«Повість без назви…» — повість Валер'яна Підмогильного. Повна назва твору: «Повість без назви, до того ж цілковито неймовірна, вигадана від початку до кінця автором, щоб показати сутичку деяких принципів, важливих для нашого дня і майбутнього».
Валер'ян Підмогильний писав повість протягом 1933—1934 років, залишив її недоопрацьованою остаточно, а опублікована вона була лише 1988 року в журналі «Вітчизна».

## Сюжет
Харківський студент Андрій Городовський (справжнє прізвище Рудченко) приїхав до Києва, щоб видати книжку нарисів «про соціалістичну реконструкцію села». У натовпі його увагу привертає жінка, хлопець розпочинає йти за нею, але швидко зупиняє себе в цьому пориванні. Дівчину герой практично не запам’ятовує, окрім силуету, проте вона настільки вражає його уяву, що Городовський не полишає думки про неї навіть після повернення до Харкова й вирішує знайти її. Журналіст бере відпустку перед написанням книги й вирушає до Києва, розпочинає там пошуки жінки, згадуючи нові (часто надумані) деталі зустрічі. Планомірні, систематичні пошуки жінки стають головною метою його існування. Андрій зустрічає художника Євгена Безпалька, отримує від нього запрошення пожити безкоштовно в квартирі, де знайомиться зі співмешканцем — професором Анатолієм Петровичем Пащенком. Спілкування сприяє розкриттю цілісного (внутрішнього й зовнішнього) єства Городовського. Студент так і не знаходить незнайомку, але продовжує далі шукати за своєю продуманою програмою.

## Жанр
«Повість без назви» належить до нового для українського літератури [XX ст.] типу інтелектуального роману, будучи одночасно психологічними романами." (С. Павличко).
У повісті В. Підмогильного практично не відбувається розвитку подій, це радше твір-дискусія, де значно більше монологів та сентенцій на філософські й літературні теми. Автор зосереджений на універсальних проблемах людського існування, а не на «злобі дня» й не замикається у своєму часі.
В інтелектуальній прозі голос Підмогильного чітко прослуховується протягом усього твору, що помічається й у «Повісті без назви», оскільки думки героїв плавно переходять у розлогі роздуми. За визначенням С. Павличко, в інтелектуальному романі також наявні алюзії, відкриті та приховані цитати, відбувається полеміка з письменниками, філософами, мислителями, ученими [Павличко 214].
Герої символізують певні погляди, а твір — це вираження цих поглядів, саме тому герої схематичні, а їхні характери не виписані детально.
На думку Максима Тарнавського, на наявність інтелектуального сюжету читача наштовхує «пишний заголовок» твору, виконуючи також функцію привернення до себе уваги й нагадуючи Середньовіччя. Окрім того, назва натякає на те, що розповідь побудовано на декількох суперечних ідеях [Тарн с. 195—196].

## Герої повісті
Пащенко й Безпалько нагадують Городовському його самого в певні періоди життя, коли
в юності він був романтично закоханим, а згодом став ортодоксальним журналістом, що творив поза імпульсом душевної глибини. Він усвідомив, що все те могло виявитися в утраті життя за обдурені ілюзії, або в сибаритському спогляданні на насущні проблеми [Мельник, с. 344].
Євген Безпалько — один зі «старосвітських поміщиків», який живе поза суспільними та національними проблемами. Він прагне бути таким, як усі, і нічим не вирізнятися, оскільки це вигідно для його душевного спокою. Художник підлаштовується під ситуації, тримається нейтральної позиції, боїться зіпсувати свою репутацію. Городовський не приймає позиції Безпалька, оскільки бачить у ньому себе вчорашнього — пристосуванця, шукача вигідного положення, стабільності та комфорту. Навіть професію журналіста він обрав, аби швидко піднятися кар’єрними сходинками. Лише зустріч із незнайомкою пробуджує в головного героя щире чуття юності, які він пізніше пригадує. Таким чином, студент, шукаючи дівчину, шукав самого себе, прагнув відчути приємні відчуття з минулого. [Мельник 268—269]
Анатолій Петрович Пащенко — сковородинівський тип, який присвячує своє життя пізнанню людини. Він усвідомлює, що люди безпомічні, дрібні й одночасно цинічні та жорстокі. Таким чином, Пащенко зневажає інших, уважає їхній розум нікчемним, існування абсурдним, адже всіх уявляє жуками, «що з поважним виглядом качають гнойові кульки. Хто більше наробить таких кульок, то славетніший жук.» [ПБН 63] Пізніше така ідея абсурдності виникне в «Міфі Сізіфа» французького мислителя А. Камю.
Пащенко більш не бачить сенсу життя, оскільки все йому здається абсурдним. Городовський, хоч і помічає невизначеність світу, проте ще далекий від повного зневірення та усвідомлення абсурду.

## Екзистенційні мотиви
Андрій Городовський переживає постійну мінливість свого стану, різні ситуації розхитують його впевненість, що веде до відчуття відчуження, закинутості та відчаю, які є притаманними для екзистенціалістського світосприймання.
Однією з ситуацій, яка спричинює такий стан, трапляється, коли Андрій чекає на київський трамвай. Герой помічає, що мешканці Києва стають у чергу, аби сісти в транспорті, на відміну від харків'ян, які очікують юрбою, а місце для сидіння здобувають штурмом, що свідчить про «меншу їхню культурність». Через це Городовський почувається в приємній атмосфері ладу, проте, коли трамвай під’їжджає, люди забігають у нього юрбою, незалежно від своєї позиції в черзі. Після цього випадку Андрій розуміє, що це лише була лише ілюзія порядку.
Герой «поступово відкриває, що його стосунки з навколишнім світом, як та черга на трамвайній зупинці, не керуються сталим законам порядку й визначеності.» [Тарн, 198—199]

## Цитати
«Людина не те, що вона читає лекції, не те, що вона сидить в установі, не те, що вона говорить і робить на людях. Вона те, що вона для самої себе, в неофіційній частині своєї програми. Отам її справжнє пізнання. Поворушіть її самотні, затаєні думки, зазирніть у її родину, у її пристрасті — і тоді ви побачите людину: гол, без комірця, без полови слів, якими вона так спритно навчилася прикривати своє життя.» [ПБН 66-67]